# 小行星6579
小行星6579（6579 Benedix）是一颗绕太阳运转的小行星，为主小行星带小行星。该小行星于1981年3月2日发现。

## 轨道参数
小行星6579的轨道半长轴为2.6132041 UA，离心率为0.181。